# Viștea Mare
O Viștea Mare' (em romeno:  Vârful Viștea Mare) é a terceira montanha mais alta da Roménia, com 2527m de altitude, depois do Moldoveanu (2544 m) e do Pico Negoiu (2535 m). Está situado no centro do país, e pertence aos montes Făgăraș, parte dos Cárpatos, no condado de Argeș, muito perto do monte Moldoveanu. 

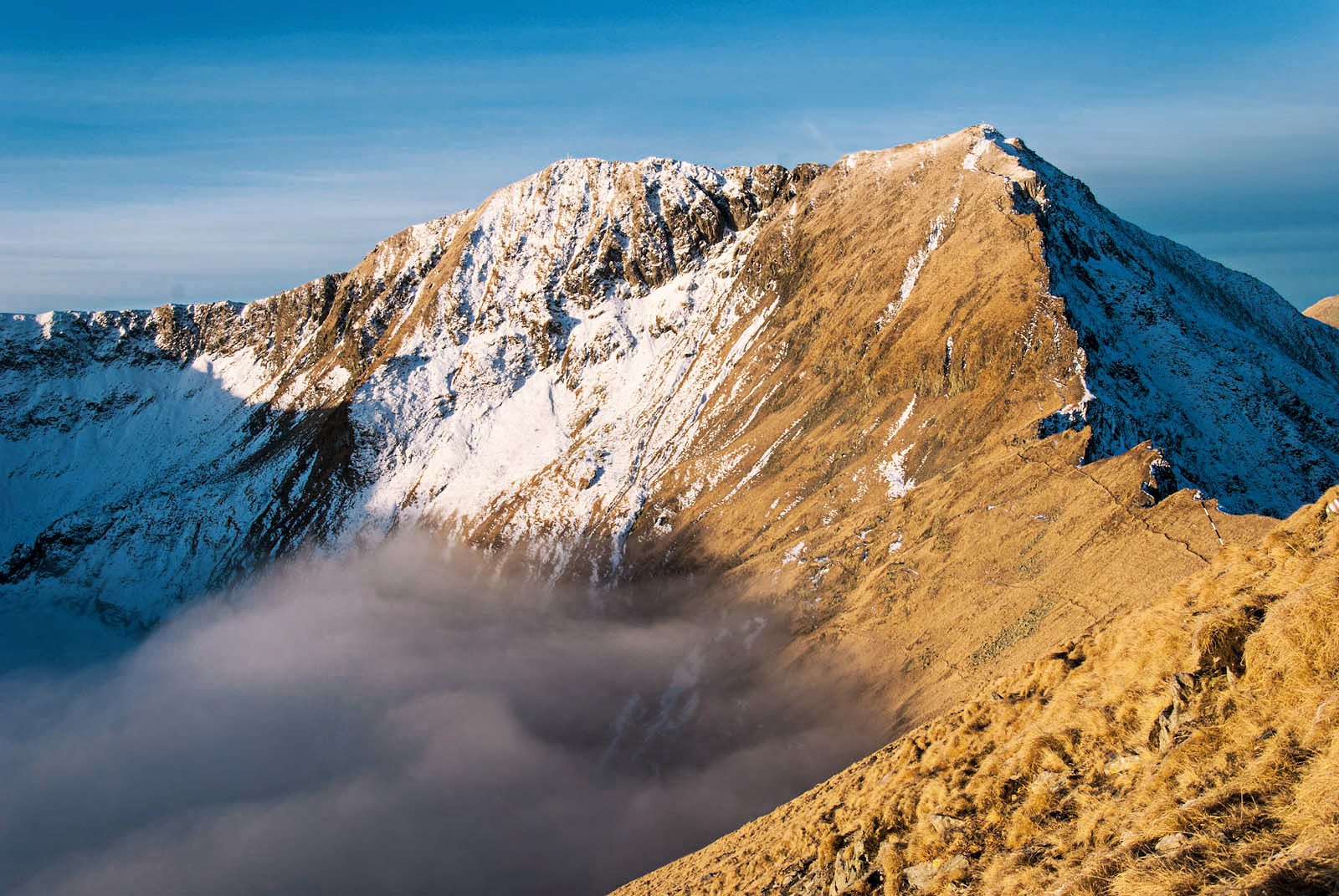
O Moldoveanu (esq.) e o Viştea Mare (dir.)

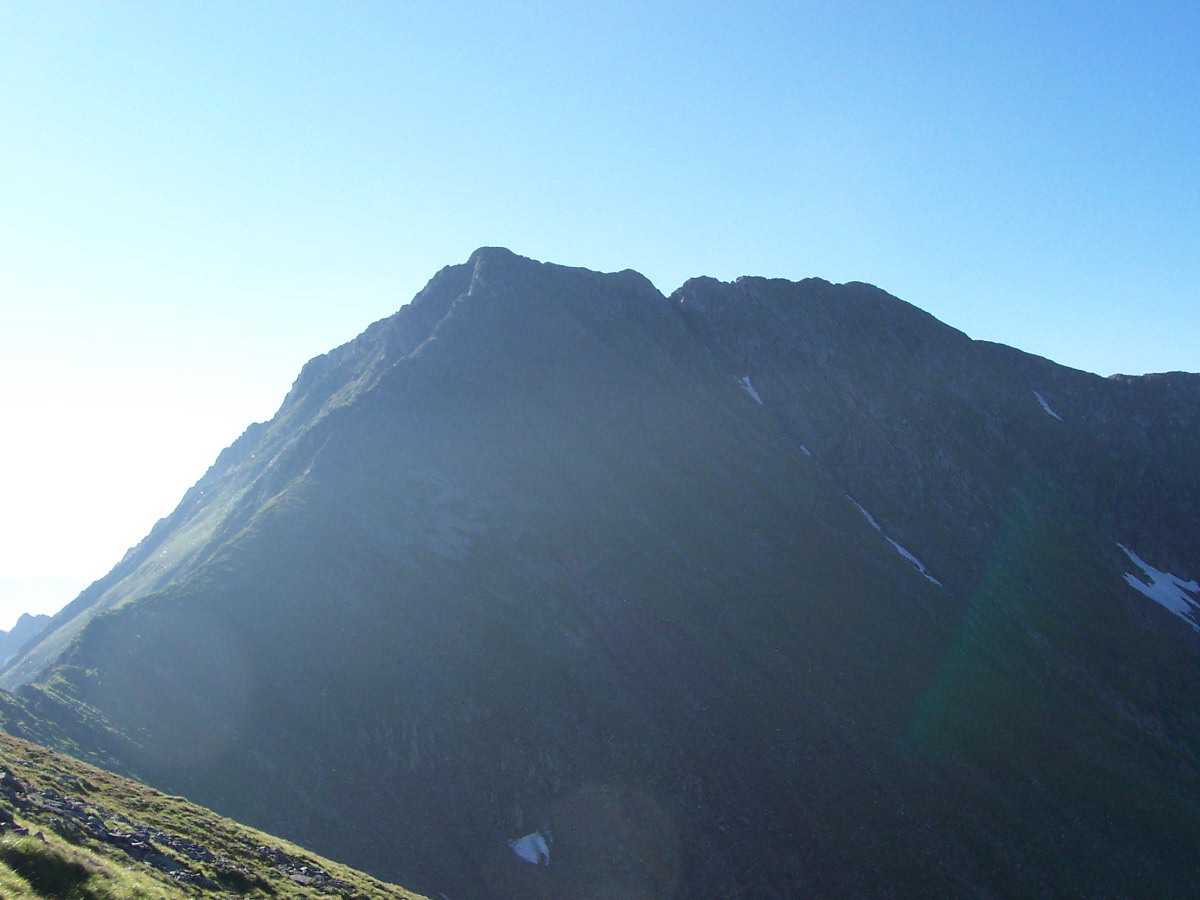
O Moldoveanu (esq.) e o Viştea Mare (dir.)